# Diocesi di Pankshin
La diocesi di Pankshin (in latino Dioecesis Pankshinensis) è una sede della Chiesa cattolica in Nigeria suffraganea dell'arcidiocesi di Jos. Nel 2021 contava 219.755 battezzati su 1.230.510 abitanti. È retta dal vescovo Michael Gobal Gokum.

## Territorio
La diocesi comprende 5 local government areas dello stato nigeriano di Plateau: Pankshin, Kanke, Bokkos, Mangu e Kanam.
Sede vescovile è la città di Pankshin, dove si trova la cattedrale della Santa Croce.
Il territorio si estende su 8.486 km² ed è suddiviso in 32 parrocchie.

## Storia
La diocesi è stata eretta il 18 marzo 2014 con la bolla Cum ad aeternam di papa Francesco, ricavandone il territorio dall'arcidiocesi di Jos e dalla diocesi di Shendam.
Fra il 7 e l'8 marzo 2018 in diversi villaggi del distretto di Daffo, nella local government area di Bokkos, sono state uccise decine di persone, decine di abitazioni sono state incendiate e migliaia di abitanti hanno dovuto lasciare i propri villaggi.

## Cronotassi dei vescovi
Si omettono i periodi di sede vacante non superiori ai 2 anni o non storicamente accertati.
- Michael Gobal Gokum, dal 18 marzo 2014

## Statistiche
La diocesi nel 2021 su una popolazione di 1.230.510 persone contava 219.755 battezzati, corrispondenti al 17,9% del totale.
| anno | popolazione | popolazione | popolazione | presbiteri | presbiteri | presbiteri | presbiteri                | diaconi | religiosi | religiosi | parrocchie |
| anno | battezzati  | totale      | %           | numero     | secolari   | regolari   | battezzati per presbitero | diaconi | uomini    | donne     | parrocchie |
| ---- | ----------- | ----------- | ----------- | ---------- | ---------- | ---------- | ------------------------- | ------- | --------- | --------- | ---------- |
| 2014 | 168.606     | 1.100.000   | 15,3        | 47         | 47         |            | 3.587                     |         | 3         | 7         | 22         |
| 2016 | 188.929     | 1.039.638   | 18,2        | 43         | 40         | 3          | 4.393                     |         | 3         | 9         | 24         |
| 2019 | 210.580     | 1.162.140   | 18,1        | 42         | 39         | 3          | 5.013                     |         | 3         | 13        | 31         |
| 2021 | 219.755     | 1.230.510   | 17,9        | 49         | 44         | 5          | 4.484                     |         | 5         | 13        | 32         |